# Blossom Dearie
Margrethe Blossom Dearie, född 28 april 1924 i Durham i Greene County, New York, död 7 februari 2009 i New York, var en amerikansk jazzsångerska och pianist, främst verksam inom bebop-genren och känd för sin distinkta, flickaktiga röst.

## Tidig karriär
Som barn skolades Dearie i klassisk musik på piano men i tonåren bytte hon till jazz. Efter high school flyttade hon till New York för att göra sig en karriär i musikbranschen och hon började sjunga i grupper som Blue Flames (med Woody Herman Orchestra) och Blue Reys (med Alvino Reys band) innan hennes solokarriär tog fart.
Hon flyttade till Paris 1952 och bildade en sånggrupp, the Blue Stars of Paris, vilken bland annat innehöll Michel Legrands syster Christiane och Bob Dorough. Under 1954 hade gruppen en hit i Frankrike med en fransk version av låten Lullaby of Birdland. The Blue Stars skulle senare ombildas till the Swingle Singers. Under tiden i Paris träffade hon sin blivande make, den belgiska flöjtisten och saxofonisten Bobby Jaspar. På hennes första soloalbum, släppt två år senare, spelade hon piano men sjöng inte.
En av hennes mest kända låtar från denna period är Rivieran, som är skriven och komponerad av Cy Coleman och Joseph McCarthy Jr 1956.

## Sena 1950-talet och 1960-talet
Efter att ha återvänt från Frankrike spelade Dearie in sina första sex amerikanska album som solosångerska och pianist för Verve Records i slutet av 1950-talet och början av 1960-talet, oftast ackompanjerad av en liten trio eller kvartett.
1. ↑  Internet Movie Database, IMDb-ID: nm0213154co0047972, läst: 16 oktober 2015.[källa från Wikidata]
2. ↑  läs online, The New York Times .[källa från Wikidata]
3. ↑  läs online, www.playbill.com  .[källa från Wikidata]